# Záluží (district de Litoměřice)
Pour les articles homonymes, voir Záluží.
Záluží (en allemand : Salusch) est une commune du district de Litoměřice, dans la région d'Ústí nad Labem, en Tchéquie. Sa population s'élevait à 185 habitants en 2021.

## Géographie
Záluží se trouve sur la rive gauche de l'Elbe, à 6 km au nord-est de Roudnice nad Labem, à 17 km au sud-est de Litoměřice, à 30 km au sud-est d'Ústí nad Labem et à 44 km au nord de Prague.
La commune est limitée au nord par Brzánky, à l'est par Račice, au sud par Bechlín et à l'ouest par Dobříň.

## Histoire
La première mention écrite du village date de 1295.

## Administration
La commune se compose de deux quartiers :
- Kozlovice
- Záluží

## Transports
Par la route, Záluží se trouve à 5 km de Štětí, à 26 km de Litoměřice, à 48 km d'Ústí nad Labem  et à 54 km de Prague.